# Biloșîți, Korosten
Biloșîți (în ucraineană Білошиці) este localitatea de reședință a comunei Șciorsivka din raionul Korosten, regiunea Jîtomîr, Ucraina.

## Demografie
Componența lingvistică a localității Biloșîți
     Ucraineană (99,22%)
     Alte limbi (0,79%)
Conform recensământului din 2001, majoritatea populației localității Biloșîți era vorbitoare de ucraineană (99,22%), existând în minoritate și vorbitori de alte limbi.